# Stati Uniti d'America ai Giochi della X Olimpiade
Gli Stati Uniti d'America parteciparono ai Giochi della X Olimpiade, svoltisi a Los Angeles, Stati Uniti, dal 30 luglio al 14 agosto 1932, con una delegazione di 474 atleti impegnati in diciassette discipline.

## Medagliere

### Per discipline
| Sport              | Oro | Argento | Bronzo | Totale |
| ------------------ | --- | ------- | ------ | ------ |
| Atletica leggera   | 16  | 13      | 6      | 35     |
| Ginnastica         | 5   | 6       | 5      | 16     |
| Nuoto              | 5   | 2       | 3      | 10     |
| Tuffi              | 4   | 4       | 4      | 12     |
| Lotta libera       | 3   | 2       | 0      | 5      |
| Canottaggio        | 3   | 1       | 0      | 4      |
| Vela               | 2   | 1       | 0      | 3      |
| Pugilato           | 2   | 0       | 3      | 5      |
| Equitazione        | 1   | 2       | 2      | 5      |
| Scherma            | 0   | 1       | 2      | 3      |
| Sollevamento pesi  | 0   | 0       | 2      | 2      |
| Pallanuoto         | 0   | 0       | 1      | 1      |
| Pentathlon moderno | 0   | 0       | 1      | 1      |
| Hockey su prato    | 0   | 0       | 1      | 1      |
| Totale             | 41  | 32      | 30     | 103    |

### Medaglie
| Medaglia | Atleta | Sport              | Evento                                       |
| -------- | --- | ------------------ | -------------------------------------------- |
| Oro      | Eddie Tolan | Atletica leggera   | 100 metri piani maschili                     |
| Oro      | Eddie Tolan | Atletica leggera   | 200 metri piani                              |
| Oro      | Bill Carr | Atletica leggera   | 400 metri piani                              |
| Oro      | George Saling | Atletica leggera   | 110 metri ostacoli                           |
| Oro      | Bob Kiesel Emmett Toppino Hec Dyer Frank Wykoff | Atletica leggera   | Staffetta 4×100 metri maschile               |
| Oro      | Ivan Fuqua Edgar Ablowich Karl Warner Bill Carr | Atletica leggera   | Staffetta 4×400 metri                        |
| Oro      | Bill Miller | Atletica leggera   | Salto con l'asta                             |
| Oro      | Ed Gordon | Atletica leggera   | Salto in lungo                               |
| Oro      | Leo Sexton | Atletica leggera   | Getto del peso                               |
| Oro      | John Anderson | Atletica leggera   | Lancio del disco maschile                    |
| Oro      | James Bausch | Atletica leggera   | Decathlon                                    |
| Oro      | Babe Didrikson-Zaharias | Atletica leggera   | 80 metri ostacoli                            |
| Oro      | Mary Carew Evelyn Furtsch Annette Rogers Wilhelmina von Bremen | Atletica leggera   | Staffetta 4×100 metri femminile              |
| Oro      | Jean Shiley | Atletica leggera   | Salto in alto femminile                      |
| Oro      | Lillian Copeland | Atletica leggera   | Lancio del disco femminile                   |
| Oro      | Babe Didrikson-Zaharias | Atletica leggera   | Lancio del giavellotto femminile             |
| Oro      | Kenneth Myers William Gilmore | Canottaggio        | Due di coppia maschile                       |
| Oro      | Charles Kieffer Joseph Schauers Edward Jennings | Canottaggio        | Due con maschile                             |
| Oro      | Edwin Salisbury James Blair Duncan Gregg Dave Dunlap Burton Jastram Charles Chandler Harold Tower Winslow Hall Tim. Norris Graham                                                               | Canottaggio        | Otto maschile                                |
| Oro      | Earl Foster Thomson Harry Chamberlin Edwin Argo | Equitazione        | Concorso completo a squadre                  |
| Oro      | Dallas Bixler | Ginnastica         | Sbarra                                       |
| Oro      | George Gulack | Ginnastica         | Anelli                                       |
| Oro      | Raymond Bass | Ginnastica         | Salita alla fune                             |
| Oro      | George Roth | Ginnastica         | Clave indiane                                |
| Oro      | Rowland Wolfe | Ginnastica         | Tumbling                                     |
| Oro      | Bob Pearce | Lotta libera       | Pesi gallo                                   |
| Oro      | Jack Van Bebber | Lotta libera       | Pesi welter                                  |
| Oro      | Peter Mehringer | Lotta libera       | Pesi medio-massimi                           |
| Oro      | Buster Crabbe | Nuoto              | 400 metri stile libero maschili              |
| Oro      | Helene Madison | Nuoto              | 100 metri stile libero femminili             |
| Oro      | Helene Madison | Nuoto              | 400 metri stile libero femminili             |
| Oro      | Eleanor Holm | Nuoto              | 100 metri dorso femminili                    |
| Oro      | Josephine McKim Helen Johns Eleanor Garatti Helene Madison | Nuoto              | Staffetta 4x100 metri stile libero femminile |
| Oro      | Edward Flynn | Pugilato           | Pesi welter                                  |
| Oro      | Carmen Barth | Pugilato           | Pesi medi                                    |
| Oro      | Michael Galitzen | Tuffi              | Trampolino maschile                          |
| Oro      | Harold Smith | Tuffi              | Piattaforma maschile                         |
| Oro      | Georgia Coleman | Tuffi              | Trampolino femminile                         |
| Oro      | Dorothy Poynton-Hill | Tuffi              | Piattaforma femminile                        |
| Oro      | Andrew Libano Gilbert Gray | Vela               | Star                                         |
| Oro      | Alphonse Burnand John Biby John Huettner Carl Dorsey Owen Churchill Pierpont Davis Robert Sutton Thomas Webster William Cooper Richard Moore Alan Morgan Kenneth Carey                          | Vela               | 8 metri                                      |
| Argento  | Ralph Metcalfe | Atletica leggera   | 100 metri piani maschili                     |
| Argento  | George Simpson | Atletica leggera   | 200 metri piani                              |
| Argento  | Ben Eastman | Atletica leggera   | 400 metri piani                              |
| Argento  | Ralph Hill | Atletica leggera   | 5000 metri piani                             |
| Argento  | Percy Beard | Atletica leggera   | 110 metri ostacoli                           |
| Argento  | Glenn Hardin | Atletica leggera   | 400 metri ostacoli                           |
| Argento  | Bob Van Osdel | Atletica leggera   | Salto in alto maschile                       |
| Argento  | Lambert Redd | Atletica leggera   | Salto in lungo                               |
| Argento  | Harlow Rothert | Atletica leggera   | Getto del peso                               |
| Argento  | Henri LaBorde | Atletica leggera   | Lancio del disco maschile                    |
| Argento  | Evelyne Hall | Atletica leggera   | 80 metri ostacoli                            |
| Argento  | Babe Didrikson-Zaharias | Atletica leggera   | Salto in alto femminile                      |
| Argento  | Ruth Osburn | Atletica leggera   | Lancio del disco femminile                   |
| Argento  | William Miller | Canottaggio        | Singolo maschile                             |
| Argento  | Harry Chamberlin | Equitazione        | Salto ostacoli individuale                   |
| Argento  | Earl Foster Thomson | Equitazione        | Concorso completo individuale                |
| Argento  | Frank Haubold Fred Meyer Al Jochim Frank Cumiskey Michael Schuler | Ginnastica         | Concorso a squadre maschile                  |
| Argento  | Al Jochim | Ginnastica         | Volteggio maschile                           |
| Argento  | Tom Denton | Ginnastica         | Anelli                                       |
| Argento  | William Galbraith | Ginnastica         | Salita alla fune                             |
| Argento  | Phil Erenberg | Ginnastica         | Clave indiane                                |
| Argento  | Edwin Gross | Ginnastica         | Tumbling                                     |
| Argento  | Ed Nemir | Lotta libera       | Pesi piuma                                   |
| Argento  | Jack Riley | Lotta libera       | Pesi massimi                                 |
| Argento  | Frank Booth George Fissler Maiola Kalili Manuella Kalili | Nuoto              | Staffetta 4x200 metri stile libero maschile  |
| Argento  | Lenore Kight-Wingard | Nuoto              | 400 metri stile libero femminili             |
| Argento  | Joseph Levis | Scherma            | Fioretto individuale maschile                |
| Argento  | Harold Smith | Tuffi              | Trampolino maschile                          |
| Argento  | Michael Galitzen | Tuffi              | Piattaforma maschile                         |
| Argento  | Katherine Rawls | Tuffi              | Trampolino femminile                         |
| Argento  | Georgia Coleman | Tuffi              | Piattaforma femminile                        |
| Argento  | Charles Smith Donald Douglas Frederic Conant Robert Carlson Temple Ashbrook | Vela               | 6 metri                                      |
| Bronzo   | Ralph Metcalfe | Atletica leggera   | 200 metri piani                              |
| Bronzo   | Morgan Taylor | Atletica leggera   | 400 metri ostacoli                           |
| Bronzo   | Joe McCluskey | Atletica leggera   | 3460 metri siepi                             |
| Bronzo   | George Jefferson | Atletica leggera   | Salto con l'asta                             |
| Bronzo   | Pete Zaremba | Atletica leggera   | Lancio del martello                          |
| Bronzo   | Wilhelmina von Bremen | Atletica leggera   | 100 metri piani femminili                    |
| Bronzo   | Hiram Tuttle | Equitazione        | Dressage individuale                         |
| Bronzo   | Hiram Tuttle Isaac Kitts Alvin Moore | Equitazione        | Dressage a squadre                           |
| Bronzo   | Ed Carmichael | Ginnastica         | Volteggio maschile                           |
| Bronzo   | Frank Haubold | Ginnastica         | Cavallo con maniglie                         |
| Bronzo   | Thomas Connolly | Ginnastica         | Salita alla fune                             |
| Bronzo   | William Kuhlemeier | Ginnastica         | Clave indiane                                |
| Bronzo   | William Hermann | Ginnastica         | Tumbling                                     |
| Bronzo   | William Boddington Harold Brewster Roy Coffin Amos Deacon Horace Disston Samuel Ewing James Gentle Henry Greer Lawrence Knapp David McMullin Leonard O'Brien Charles Sheaffer Frederick Wolters | Hockey su prato    | Maschile                                     |
| Bronzo   | Albert Schwartz | Nuoto              | 100 metri stile libero maschili              |
| Bronzo   | James Cristy | Nuoto              | 1500 metri stile libero maschili             |
| Bronzo   | Eleanor Garatti | Nuoto              | 100 metri stile libero femminili             |
| Bronzo   | Stati Uniti | Pallanuoto         | Torneo Maschile                              |
| Bronzo   | Richard Mayo | Pentathlon moderno | -                                            |
| Bronzo   | Lou Salica | Pugilato           | Pesi mosca                                   |
| Bronzo   | Nathan Bor | Pugilato           | Pesi leggeri                                 |
| Bronzo   | Frederick Feary | Pugilato           | Pesi massimi                                 |
| Bronzo   | Hugh Alessandroni George Calnan Dernell Every Joseph Levis Frank Righeimer Richard Steere | Scherma            | Fioretto a squadre maschile                  |
| Bronzo   | George Calnan Miguel de Capriles Gustave Heiss Tracy Jaeckel Frank Righeimer Curtis Shears | Scherma            | Spada a squadre maschile                     |
| Bronzo   | Tony Terlazzo | Sollevamento pesi  | Pesi piuma                                   |
| Bronzo   | Henry Duey | Sollevamento pesi  | Pesi massimi-leggeri                         |
| Bronzo   | Richard Degener | Tuffi              | Trampolino maschile                          |
| Bronzo   | Frank Kurtz | Tuffi              | Piattaforma maschile                         |
| Bronzo   | Jane Fauntz | Tuffi              | Trampolino femminile                         |
| Bronzo   | Marion Roper | Tuffi              | Piattaforma femminile                        |

## Risultati

### Pallanuoto
| Atleta | Classifica |                        |
| --- | --- | ---------------------- |
| V · D · M Nazionale maschile statunitense di pallanuoto · Giochi olimpici - Los Angeles 1932 Clapp · Daubenspeck · Finn · McCallister · O'Connor · Strong · Wildman · Graham · Ruddy · O'Connor · Lauer · CT : Frank Rivas | Bronzo |                        |
| Nazionale maschile statunitense di pallanuoto · Giochi olimpici - Los Angeles 1932 | |                        |
| Clapp · Daubenspeck · Finn · McCallister · O'Connor · Strong · Wildman · Graham · Ruddy · O'Connor · Lauer · CT: Frank Rivas                                                                                               | Clapp · Daubenspeck · Finn · McCallister · O'Connor · Strong · Wildman · Graham · Ruddy · O'Connor · Lauer · CT: Frank Rivas | Stati Uniti (bandiera) |